# Philodromus spectabilis
Philodromus spectabilis là một loài nhện trong họ Philodromidae.
Loài này thuộc chi Philodromus. Philodromus spectabilis được Eugen von Keyserling miêu tả năm 1880.